# Aymeric Lusine
Aymeric Lusine (* 13. September 1995 in Saint-Saulve) ist ein französischer Mittelstreckenläufer, der sich auf den 800-Meter-Lauf spezialisiert hat.

## Sportliche Laufbahn
Erste internationale Erfahrungen sammelte Aymeric Lusine im Jahr 2017, als er bei den U23-Europameisterschaften in Bydgoszcz, bei denen er im 800-Meter-Lauf mit 1:47,92 min in der ersten Runde ausschied. Anschließend nahm er an der Sommer-Universiade in Taipeh teil und gewann dort in 1:47,18 min die Bronzemedaille hinter dem Mexikaner Jesús López Álvarez und Mohamed Belbachir aus Algerien. Sommer-Universiade in Neapel in 1:48,58 min Fünfter über 800 Meter und schied über 1500 Meter mit 3:48,85 min in der Vorrunde aus. 2019 gelangte er bei den Halleneuropameisterschaften in Glasgow bis in das Halbfinale und schied dort mit 1:49,48 min aus. Anschließend erreichte er bei den Studentenweltspielen in Neapel das Finale, wurde dort aber wegen einer Bahnübertretung disqualifiziert.
2016 wurde Lusine französischer Meister im 800-Meter-Lauf.

## Persönliche Bestzeiten
- 800 Meter: 1:46,08 min, 14. Juni 2017 in Poitiers
  - 800 Meter (Halle): 1:47,69 s, 30. Januar 2019 in Reims